# Lettojärvi (Jukkasjärvi socken, Lappland, 753938-173909)
Lettojärvi är en sjö i Kiruna kommun i Lappland och ingår i Torneälvens huvudavrinningsområde. Sjön har en area på 0,151 kvadratkilometer och ligger 337,1 meter över havet. Lettojärvi ligger i Torneträsk-Soppero fjällurskog Natura 2000-område.

## Delavrinningsområde
Lettojärvi ingår i det delavrinningsområde (753616-173450) som SMHI kallar för Mynnar i Vittangiälven. Medelhöjden är 380 meter över havet och ytan är 66,6 kvadratkilometer. Det finns inga avrinningsområden uppströms utan avrinningsområdet är högsta punkten. Maltosjoki som avvattnar avrinningsområdet har biflödesordning 3, vilket innebär att vattnet flödar genom totalt 3 vattendrag innan det når havet efter 336 kilometer. Avrinningsområdet består mestadels av skog (79 procent) och sankmarker (19 procent). Avrinningsområdet har 0,65 kvadratkilometer vattenytor vilket ger det en sjöprocent på 1 procent.